# Велики Микулићи
Велики Микулићи је насеље у општини Бар у Црној Гори. Према попису из 2003. било је 0 становника (према попису из 1991. било је 28 становника). Село је смјештено у једној котлини између планине Румије и брда који га дијеле од мора. Поред села се између 2 брда види лука у Бару са морем.
У близини села се налази манастир светог Сергија Радоњешког.

## Историја
Павле Ровински наводи податак да су житељи овог села доселили из Бјелица (Катуни), из села истог назива (испод Ставора), гдје су били потурчењаци, па након истраге потурица нису могли да остану у Црној Гори. Иван Јастребов, руски конзул у Скадру, Призрену и Солуну и познати научник, 1880. године, у Гласнику српског ученог друштва (књига XLVIII) у својој студији „О православним српским старим и новим црквама у Старој Зети — садашњем Скадарском округу” пишући о цркви Пречисте Крајинске каже: „У овој цркви чуван је био знаменити крст, који Мрковићи носе на гору Румију, гдје је црква св. Тројице”(стр.378), а пишући о предјелу Мрковића код Бара каже: „Близу села Микулића налази се црква св. Александра и св. Јована, и св. Тројице на врху Румије” (стр.380). У селу се налази џамија са муслиманским гробљем, на којем су старији епитафи на ћирилици (Перазићи умрли 1927., 1939., 1944., 1945., 1951., 1961., 1963. ,Суљејман Осман Ниљић умро 1939., Перочевић — умро 1950., Адем Загора — умро 1954., Пековић — умро 1964. и др.), а новији на латиничном писму (Загора 1956., Нилић 2006., Шабовић 2009., Пековић 2010. и др.). Ту су и 3 спомен плоче које говоре о градњи објеката. На згради поред џамије, ћирилицом пише „МЕЈТЕП И ШАДРВАН САГРАЂЕНИ СУ 1887. ГОД. У ЊЕМУ ЈЕ, 1945. ГОД. ПОЧЕЛА СА РАДОМ ОСНОВНА ШКОЛА.”. На самој џамији су 2 спомен плоче на латиничном писму: „ОВО МИНАРЕ САГРАЂЕНо јЕ СА ПЛЕМЕНИТОм ЖЕЉОМ ЗЕКА О. ШАБОВИЋА …0” (малим словима су овдје написана слова која су на плочи недостајала у јулу 2018.г., а испод имена Шабовића је само 0 што би могла бити година настанка минарета, али су по свему судећи остали бројеви отпали). На другој спомен плочи стоји натпис латиничним писмом: „У СПОМЕН НА СВОЈЕ ПРЕТКЕ И СТАРИ ЗАВИЧАЈ ОВУ ЏАМИЈУ ИЗ ТЕМЕЉА ОБНОВИШЕ МИКУЛИЋИ ИЗ АМЕРИКЕ И ПРИЈАТЕЉИ ОВОГ СЕЛА 1998. Г”. На макадамском путу од новоизграђеног манастира светог Сергија, ка селу Велики Микулићи, са десне стране је и један извор (са текућом водом слабог млаза) са спомен плочом на ћириличном писму: „РАЂЕНО 1906.Г. ЗА ДУШУ МИТРА МАРКИНИЋА. ОБНОВИО НИКО МАРКИНИЋ 1958. Г.”. Име Нико је теже читљиво (јул 2018) због „зуба времена”, који је оштетио ову спомен плочу.
Иван Јастребов и у књизи Стара Србија и Албанија пише о овом селу и племену Мркојевићи. Иако су тадашњи житељи муслимани, сачували су српска презимена. Има до 12 православних кућа у селима Мрковићи и Микулићи. Код сваког села каква су Космини, Раван, Велики Мрковићи постоје црквене рушевине. У селу Микулики (Микулићи) код Болице, катар. дворанина је 1614. г. било 60 кућа, а у Меркојевић 1000 кућа. То село је познато што се у њему код Ђуре Илића Андровића сачувао онај крст који племе Мрковића носи на планину Румију, која се налази изнад планина Антиварија (Бара) и на којој је још сачувана мала црква Св. Тројице. Тај крст је био стављен у руке Св. Владимиру положеног у сандуку с реликвијама светаца у Крајини. Приликом преношења моштију у Елбасан, крст су задржали побожни хришћани да не остану без наде у заштиту од напада на њих од стране латинских мисионара у вријеме млетачке владавине. Крст је био власништво житеља села Крајине све док се нису потурчили. Онда су се Мрковићи, којима је Крајина била близу, потрудили да овима одузму крст, што их је веома наљутило. Од тада су предузимали мјере да би крст поново био њихов. Још задуго су ишли с Мрковићима када су носили крст на планину Румију, али увјеривши се у немогућност постизања свога циља, престали су учествовати у литијама. У вријеме Јастребова и исламизирани Мрковићи су престали носити тај крст с хришћанима на Румију. Потурчили су се крајем 18. вијека. Један од разлога исламизације је био и догађај када је поп служио за Васкрс литургију у другој цркви, без народа, а не у оној у којој се народ био скупио, како је о томе уочи празника било одлучено. Крст личи на онај који се чува у селу Ороши, племена Фанда и који је Јастребов описао у Словинцу. Исти такав крст али мањих димензија је Јастребов видјео у Дубровнику у Доминиканском манастиру. Прављен је на захтејв српског краља Уроша који га је даровао цркви Св. Петра и Павла у Рашкој.
Глас Црногорца је 1898. године писао да је Господар Црне Горе одлучио да плаћа годишњу плаћу имаму џамије у Микулићима, 30 талира, јер имам нема довољно новца за издржавање. Лист констатује да ће му натоме бити захвални правовјерни муслимани.
Становништво се иселило углавном у Бар и Америку.

## Демографија
У насељу Велики Микулићи живи 0 пунолетних становника, а просечна старост становништва износи 0 година (0 код мушкараца и 0 код жена). У насељу има 0 домаћинстава, а просечан број чланова по домаћинству је 0.
Ово насеље нема више становника (према попису из 2003. године), а у последња три пописа, примећен је пад у броју становника.
|  |

| Демографија-- | Демографија-- | Демографија-- |
| Година        | Становника    | Становника    |
| ------------- | ------------- | ------------- |
|               |               |               |
|               |               |               |
|               |               |               |
|               |               |               |
| 1948.         | 230           |               |
| 1953.         | 212           |               |
| 1961.         | 192           |               |
| 1971.         | 172           |               |
| 1981.         | 86            |               |
| 1991.         | 28            | 28            |
| 2003.         | 0             | 0             |
|               |               |               |
|               |               |               |

| Број домаћинстава према пописима из периода 1948—2003. | Број домаћинстава према пописима из периода 1948—2003. | Број домаћинстава према пописима из периода 1948—2003. | Број домаћинстава према пописима из периода 1948—2003. | Број домаћинстава према пописима из периода 1948—2003. | Број домаћинстава према пописима из периода 1948—2003. | Број домаћинстава према пописима из периода 1948—2003. | Број домаћинстава према пописима из периода 1948—2003. |
| Година пописа                                          | 1948.                                                  | 1953.                                                  | 1961.                                                  | 1971.                                                  | 1981.                                                  | 1991.                                                  | 2003.                                                  |
| ------------------------------------------------------ | ------------------------------------------------------ | ------------------------------------------------------ | ------------------------------------------------------ | ------------------------------------------------------ | ------------------------------------------------------ | ------------------------------------------------------ | ------------------------------------------------------ |
| Број домаћинстава                                      | 40                                                     | 35                                                     | 34                                                     | 32                                                     | 21                                                     | 8                                                      | 0                                                      |

| Број домаћинстава по броју чланова према попису из 2003. | Број домаћинстава по броју чланова према попису из 2003. | Број домаћинстава по броју чланова према попису из 2003. | Број домаћинстава по броју чланова према попису из 2003. | Број домаћинстава по броју чланова према попису из 2003. | Број домаћинстава по броју чланова према попису из 2003. | Број домаћинстава по броју чланова према попису из 2003. | Број домаћинстава по броју чланова према попису из 2003. | Број домаћинстава по броју чланова према попису из 2003. | Број домаћинстава по броју чланова према попису из 2003. | Број домаћинстава по броју чланова према попису из 2003. | Број домаћинстава по броју чланова према попису из 2003. |
| Број чланова                                             | 1                                                        | 2                                                        | 3                                                        | 4                                                        | 5                                                        | 6                                                        | 7                                                        | 8                                                        | 9                                                        | 10 и више                                                | Просек                                                   |
| -------------------------------------------------------- | -------------------------------------------------------- | -------------------------------------------------------- | -------------------------------------------------------- | -------------------------------------------------------- | -------------------------------------------------------- | -------------------------------------------------------- | -------------------------------------------------------- | -------------------------------------------------------- | -------------------------------------------------------- | -------------------------------------------------------- | -------------------------------------------------------- |
| Број домаћинстава                                        | 0                                                        | 0                                                        | 0                                                        | 0                                                        | 0                                                        | 0                                                        | 0                                                        | 0                                                        | 0                                                        | 0                                                        | 0                                                        |

| Пол    | Укупно | Неожењен/Неудата | Ожењен/Удата | Удовац/Удовица | Разведен/Разведена | Непознато |
| ------ | ------ | ---------------- | ------------ | -------------- | ------------------ | --------- |
| Мушки  | 0      | 0                | 0            | 0              | 0                  | 0         |
| Женски | 0      | 0                | 0            | 0              | 0                  | 0         |
| УКУПНО | 0      | 0                | 0            | 0              | 0                  | 0         |

| Пол    | Укупно                    | Пољопривреда, лов и шумарство | Рибарство                            | Вађење руде и камена | Прерађивачка индустрија       |
| ------ | ------------------------- | ----------------------------- | ------------------------------------ | -------------------- | ----------------------------- |
| Мушки  | 0                         | 0                             | 0                                    | 0                    | 0                             |
| Женски | 0                         | 0                             | 0                                    | 0                    | 0                             |
| Укупно | 0                         | 0                             | 0                                    | 0                    | 0                             |
|        |                           |                               |                                      |                      |                               |
| Пол    | Производња и снабдевање   | Грађевинарство                | Трговина                             | Хотели и ресторани   | Саобраћај, складиштење и везе |
| Мушки  | 0                         | 0                             | 0                                    | 0                    | 0                             |
| Женски | 0                         | 0                             | 0                                    | 0                    | 0                             |
| Укупно | 0                         | 0                             | 0                                    | 0                    | 0                             |
|        |                           |                               |                                      |                      |                               |
| Пол    | Финансијско посредовање   | Некретнине                    | Државна управа и одбрана             | Образовање           | Здравствени и социјални рад   |
| Мушки  | 0                         | 0                             | 0                                    | 0                    | 0                             |
| Женски | 0                         | 0                             | 0                                    | 0                    | 0                             |
| Укупно | 0                         | 0                             | 0                                    | 0                    | 0                             |
|        |                           |                               |                                      |                      |                               |
| Пол    | Остале услужне активности | Приватна домаћинства          | Екстериторијалне организације и тела | Непознато            | Непознато                     |
| Мушки  | 0                         | 0                             | 0                                    | 0                    | 0                             |
| Женски | 0                         | 0                             | 0                                    | 0                    | 0                             |
| Укупно | 0                         | 0                             | 0                                    | 0                    | 0                             |